# Kaoru Kurimoto
Kaoru Kurimoto (japanisch 栗本 薫, Kurimoto Kaoru; geboren 13. Februar 1953 in Tokio; gestorben 26. Mai 2009) war eine japanische Schriftstellerin. 

## Leben und Wirken
Kaoru Kurimoto machte ihren Studienabschluss an der Waseda-Universität im Fach Literaturwissenschaft. 1977 publizierte sie unter dem Namen Nakajima Asusa (中島 梓) den Beitrag „Bungaku no rinkaku“ (文学の輪郭) – „Eine Übersicht über die Literatur“, für den sie den Gunzō-Nachwuchspreis im Bereich Kritik/Kommentar erhielt. Im folgenden Jahr gewann sie den Edogawa-Rampo-Preis für „Bokura no jigai“ (ぼくらの時代) – „Unsere Zeit“, und 1980 für „Hane no oreta tenshi“ (羽根の折れた天使) – „Der Engel, der sich die Flügel brach“ den „Mystery Writers of Japan Award“ (日本推理作家協会, Nihon suiri sakka kyōkai), sowie 1981 für „Ito no seiiki“ (絃の聖域) – „Heiliger Bereich einer Saite“ den „Yoshikawa Eiji bungaku shinjin shō“.
Weitere wichtige Werke sind die Serien „Guin Sāga“ (グイン・サーガ) –„Guin Saga“ über den Krieger Guin, der seine Leopardenmaske nicht mehr abnehmen kann. 2010 erhielt sie posthum den Seiun-Preis, „Makai suiko-den“ (魔界水滸伝) –„Dämonenwelt am Wasserufer“ und „Ijūin Daisuke“ (伊集院大介).
Kurimoto war sehr populär als Unterhaltungsautorin, die in allen Bereichen von Science-Fiction, Fantasie- und Mysterienwelt zuhause war. Sie war ein Multitalent, verstand viele Sprachen und hat insgesamt mehr als 400 Bücher geschrieben, manchmal mehr als 20 Bücher pro Jahr. Sie starb mit 56 Jahren an Krebs.